# Dampierre-en-Montagne
 Dampierre-en-Montagne  es una población y comuna francesa, en la región de Borgoña, departamento de Côte-d'Or, en el distrito de Montbard y cantón de Vitteaux.

## Demografía
| 72 | 71 | 68 | 66 | 56 | 68 |
| Para los censos de 1962 a 1999 la población legal corresponde a la población sin duplicidades (Fuente: INSEE [Consultar]) |    |    |    |    |    |